# Estación de El Goloso
El Goloso es un apeadero ferroviario de la línea C-4 de Cercanías Madrid situado en el norte de la ciudad de Madrid (distrito de Fuencarral-El Pardo) junto a la carretera M-607 y las instalaciones militares de El Goloso. Su tarifa corresponde a la zona «B1» según el Consorcio Regional de Transportes.

## Situación ferroviaria
Las instalaciones se encuentran situadas en el punto kilométrico 10,4 de la línea férrea de ancho ibérico Madrid-Burgos, a 741,15 metros de altitud sobre el nivel del mar, entre las estaciones de Cantoblanco-Universidad y Tres Cantos. El tramo es de vía doble y está electrificado. 
También se encuentra situada en un tramo en que dicho ferrocarril circula paralelo a la línea de alta velocidad Madrid-Valladolid.

## Historia
Las instalaciones ferroviarias de El Goloso, concebidas originalmente como una estación, forman parte del ferrocarril directo Madrid-Burgos. Esta línea fue inaugurada en julio de 1968, tras haberse prolongado las obras varias décadas. Años después la estación pasó a integrarse en la red de Cercanías Madrid en la prolongación de la línea C-1 desde Cantoblanco-Universidad a Tres Cantos. Desde verano de 1996, la recién creada línea C-7b comenzó a efectuar parada en esta estación, y en 2001 la línea C-1 fue sustituida por una prolongación en días laborales de la línea C-10. 
Desde 2002 posee conexión directa con Colmenar Viejo gracias a la ampliación de la C-7b desde Tres Cantos.
Desde el 1 de enero de 2005, con la extinción de la antigua RENFE, el ente Adif pasó a ser el titular de las instalaciones ferroviarias. 
Para mayo de 2006, debido a la construcción de la línea de alta velocidad Madrid-Valladolid, ya se habían iniciado diversas obras de acondicionamiento para la construcción del nuevo trazado de la línea de Alta Velocidad. Esto supuso sustituir las vías 3 y 5 (las más próximas al edificio de viajeros) por unas de ancho internacional, quedando rebajada la estación a la categoría de apeadero. Hasta el inicio de las obras de la línea de alta velocidad Madrid-Valladolid, tenía que desplazarse a la estación un factor de circulación cada vez que se formaban convoyes militares, pues los enclavamientos eran manuales. Desde julio de 2008, las líneas C-7b y C-10 dejaron de prestar servicio al apeadero y fueron sustituidas por la línea C-4.

## La estación
El edificio de viajeros se sitúa de forma lateral a la vía. Junto al andén lateral y sin acceso a él, se sitúan dos vías de la LAV a Valladolid.
El andén central, de unos 200 metros de largo y con una mínima marquesina, tiene acceso a las dos únicas vías de ancho ibérico por la que circulan los trenes de Cercanías. Dicho andén central se comunica directamente con el aparcamiento exterior mediante un paso subterráneo o por medio de un ascensor, que actualmente está fuera de servicio.
Hasta antes de la construcción de la LAV a Valladolid, existían toperas y muelles de carga que quedaron suprimidos y sustituidos por un acceso integrado en la propia Base de El Goloso, con lo que los vehículos acorazados no han de salir a la autovía M-607 tal y como se hacía antaño.

## Líneas y conexiones

### Cercanías
| procedencia/destino | < estación  | Línea | estación >              | destino/procedencia |
| ------------------- | ----------- | ----- | ----------------------- | ------------------- |
| Colmenar Viejo      | Tres Cantos |       | Cantoblanco Universidad | Parla               |

### Autobuses
| Diurnos   |                            |                                   |                |
| Línea     | Destino                    | Parada                            | Operador       |
| 712       | Madrid (Plaza de Castilla) | 09679 Ctra. M607 - Est. El Goloso | ALSA           |
| 713       | Madrid (Plaza de Castilla) | 09679 Ctra. M607 - Est. El Goloso | ALSA           |
| 716       | Madrid (Plaza de Castilla) | 09679 Ctra. M607 - Est. El Goloso | ALSA           |
| 717       | Madrid (Plaza de Castilla) | 09679 Ctra. M607 - Est. El Goloso | ALSA           |
| 721       | Madrid (Plaza de Castilla) | 09679 Ctra. M607 - Est. El Goloso | Interbus       |
| 722       | Madrid (Plaza de Castilla) | 09679 Ctra. M607 - Est. El Goloso | Interbus       |
| 724       | Madrid (Plaza de Castilla) | 09679 Ctra. M607 - Est. El Goloso | Interbus       |
| 725       | Madrid (Plaza de Castilla) | 09679 Ctra. M607 - Est. El Goloso | Interbus       |
| 726       | Madrid (Plaza de Castilla) | 09679 Ctra. M607 - Est. El Goloso | Interbus       |
| 827       | Madrid (Canillejas)        | 09679 Ctra. M607 - Est. El Goloso | Empresa Montes |
| Nocturnos |                            |                                   |                |
| Línea     | Destino                    | Parada                            | Operador       |
| N701      | Madrid (Plaza de Castilla) | 09679 Ctra. M607 - Est. El Goloso | ALSA           |
| N702      | Madrid (Plaza de Castilla) | 09679 Ctra. M607 - Est. El Goloso | Interbus       |